# 新坊镇
新坊镇，是中华人民共和国江西省宜春市袁州区下辖的一个乡镇级行政单位。

## 行政区划
新坊镇下辖以下地区：
新坊村、路口村、萱溪村、花桥村、烟棚村、东墉村、泽布村、合浦村、里睦村、高富村和涧富村。